# Boo 2! A Madea Halloween
Tyler Perry's Boo 2! A Madea Halloween es una película estadounidense de comedia de terror escrita y dirigida por Tyler Perry. Es la décima película del personaje, Madea, y se trata de la secuela de Boo! A Madea Halloween (2016), y la tercera película de Madea (después de Madea's Witness Protection y Boo!) que no es adaptada de una obra de teatro.  La película fue estrenada el 20 de octubre de 2017. Fue distribuida por Lionsgate. Recibió críticas negativas de los críticos y recaudó $ 48 millones.   

## Argumento
La película comienza en el decimoctavo de Tiffany. Ella y su amiga Gabriella se encuentran con el padre de Tiffany, Brian y su hermano BJ, afuera de la escuela.  Parece que Brian siempre la recoge de la escuela en su cumpleaños con un sombrero de cumpleaños. La mamá de Tiffany, la exesposa de Brian, Debrah, llega con su nuevo esposo, Calvin, y le regalan a Tiffany el auto que quería. Ella y Gabriella conducen hasta la casa de la fraternidad, donde escuchan que Jonathan y los demás tienen una fiesta de Halloween en el lago Derrick. Ella espera compensarlo por arruinar la fiesta del año anterior, así que Jonathan la invita. 
Brian cita a Madea, Joe, Bam y Hattie en su casa para sorprender a Tiffany. Esta al estar decepcionada con su padre, le pide permiso a su madre para asistir a la fiesta de la fraternidad, y esta le da permiso. 
Madea escucha la conversación de Tiffany sobre la fiesta y hace que sus amigos la acompañen al lago Derrick para buscar a Tiffany.  Mientras tanto, la adolescente acorrala a Gabriella, Leah y Anna (una niña que está acechando a Horse) y llegan al lago Derrick en su nuevo auto. Los muchachos de la fraternidad se reúnen y se divierten con las niñas hasta que comienzan desaparecen después de ver a "Derrick", su hermano y sus hijas.   
Mientras conduce, Madea golpea accidentalmente a una de las hijas de Derrick con su auto cuando aparece misteriosamente en la carretera; la pandilla discute sobre quién saldrá del auto y controlará a la niña.  Madea se va, y Bam y Hattie lo siguen a regañadientes. Mientras la niña llora, Madea dice que deben ir a verla, pero Bam y Hattie tienen miedo de salir del auto. La niña tira de su cabello y muestra su rostro, que tiene cicatrices, cortes, a los presentes. Las damas corren de regreso al auto y Joe decide conducir.  La niña aparece encima del auto, asustando a todos nuevamente, y Joe inmediatamente se aleja. 
De vuelta en el lago Derrick, Tiffany, Gabriella, Leah y los demás chicos de la fraternidad siguen en la fogata hablando sobre los asesinatos que ocurrieron en el área, pero Gabriella no quiere escuchar esto e insiste en irse. Pronto se dan cuenta de que faltan algunas personas de la fiesta, por lo que Horse y Leah aceptan buscarlas, pero en realidad quieren escapar para tener relaciones sexuales.  "Derrick" y su familia los persiguen en el bosque; corriendo por sus vidas, tropiezan y caen, dando a "Derrick" la oportunidad de agarrar a Horse y alejarlo de Leah.  Leah dice que obtendrá ayuda, pero se supone que Horse está "muerto".  Leah sale corriendo del bosque y ve a Madea y la pandilla esperando en el auto, así que espera con ellos hasta que Bam ve a un hombre en medio de la carretera. Todos, excepto Madea, tienen miedo; ella piensa que los muchachos de la fraternidad les están haciendo bromas, así que ese enfrenta con él.  Ella toca su guadaña y se hace un corte en la mano.  Ella intenta tocarle la cara, pero cuando solo siente aire, vuelve al coche. El hombre extraño la sigue y pincha uno de los neumáticos del auto, pero Joe continúa manejándolo de todos modos. 
Gabriella busca a regañadientes la seguridad en una carpa con Dino, un chico de la fraternidad que había estado coqueteando con ella toda la noche, pero encuentran a "Derrick" y sus hijas fuera de la carpa. En otra, Tiffany está con Jonathan hasta que "Derrick" la derriba.  Tiffany, Gabriella, Jonathan y Dino escapan del campamento después de que Tiffany intente sin éxito llamar a su madre. La pandilla de Madea finalmente llega al lago Derrick, pero el campamento está vacío.  En el auto, Joe coquetea con Leah hasta que ella se escapa después de ver a la hija de Derrick fuera. 
En la estación de policía, Debrah y Calvin le piden desesperadamente al sheriff que busque a Tiffany en el lago Derrick, pero Brian aparece y le dice a Debrah que la buscará con su amigo Victor, el padre de Gabriella. El auto de Madea se detiene frente a una vieja casa destruida.  Madea, Bam y Hattie entran, cuando ven a la niña que le dice a Joe que "Derrick" quiere hablarle sobre los comentarios groseros que hizo antes. Joe va hacia el asesino de la motosierra, pero huye de él.  Madea, Bam y Hattie descubren que Tiffany, Jonathan, Gabriella, Leah y Dino también se esconden en la casa de Derrick y piensan que los adultos les están haciendo bromas. En la ventana, Madea, Bam y Hattie creen que Joe está muerto cuando ven que "Derrick" y su hermano lo arrastran, por lo que tratan de idear un plan para salvar a todos, pero las mujeres discuten hasta que la niña reaparece, y los espanta. Brian y Victor los están esperando, y les dicen que les habían estado haciendo una broma por mentir y escabullirse.. Las persona que habían sido "asesinadas" aparecen en la estación de policía. Sin embargo, el asesino enmascarado de la motosierra, no era parte de la broma; Él es Derrick. Cuando Brian y Victor se enteran de esto, se alejan del campamento.

## Reparto
- Tyler Perry como Mabel "Madea" Simmons , Brian Simmons y el tío Joe Simmons.
- Cassi Davis como Betty Ann "Tía Bam" Murphy.
- Patrice Lovely como Hattie Mae Love.
- Taja V Simpson como Debrah Simmons.
- Yousef Erakat como Jonathan.
- Diamond White como Tiffany Simmons.
- Lexy Panterra como Leah Devereaux.
- Andre Hall como Quinton.
- Inanna Sarkis como Gabriella.
- Hannah Stocking como Anna.
- Alex Wassabi como Allen.
- Lauren Riihimaki como Lisa.
- Jared Sawyer Jr. como estudiante de Geeky College.
- Brock O'Hurn como Horse.
- Tito Ortiz como Victor.
- Mike Tornabene como Dino.
- Akende Munalula como Calvin.
- Dearra Taylor como Deidre.
- Ken Walker como Kevin.
- Bradley Martyn como Byron
- Rae Sremmurd como ellos mismos.

## Producción
El rodaje comenzó en marzo de 2017 en Atlanta, Georgia. La película aparentemente costó 25 millones de dólares. Lionsgate lanzó el teaser de la película el 18 de julio de 2017, y el tráiler el 18 de agosto.

## Lanzamiento
En mayo de 2017, Lionsgate anunció que la película se estrenaría el 20 de octubre de 2017.  Fue lanzada en DVD y Blu-ray el 30 de enero de 2018. 

## Recepción

### Taquilla
Boo 2! A Madea Halloween recaudó $47.3 millones de dólares en los Estados Unidos y Canadá, y $ 1 millón en otros territorios, por un total mundial de $48.3 millones, frente a un presupuesto de producción de $ 25 millones.  
En los Estados Unidos y Canadá, Boo 2! A Madea Halloween se estrenó junto con Geostorm , The Snowman y Only The Brave , y se esperaba que recaudara entre 20 y 25 millones de dólares de 2,388 teatros en su primer fin de semana.

### Crítica
En el sitio web de agregación de reseñas, Rotten Tomatoes, la película tiene un índice de aprobación del 5%, basado en 19 comentarios, con una calificación promedio de 2.6 / 10.  En Metacritic, que asigna una calificación normalizada a las reseñas, la película tiene un puntaje promedio ponderado de 17 sobre 100, basado en 10 críticas, que indica "desagrado abrumador".  Las audiencias encuestadas por CinemaScore otorgaron a la película una calificación promedio de "A" en una escala de A + a F, mientras que PostTrak informó que los espectadores le dieron una puntuación general positiva del 73%.

### Reconocimientos
| Premio                   | Categoría                               | Dirigido                                                | Resultado |
| ------------------------ | --------------------------------------- | ------------------------------------------------------- | --------- |
| Premios Golden Raspberry | Peor Actriz                             | Tyler Perry                                             | Ganador   |
| Premios Golden Raspberry | Worst Screen Combo                      | Tyler Perry                                             | Nominados |
| Premios Golden Raspberry | Worst Screen Combo                      | Ya sea el vestido viejo de ratty o la peluca desgastada | Nominados |
| Premios Golden Raspberry | Peor precuela, remake, estafa o secuela | Peor precuela, remake, estafa o secuela                 | Nominados |